# Privind spre Valea Yosemite, California
Privind spre Valea Yosemite, California  este un tablou al pictorului american Albert Bierstadt din anul 1865.
A fost primul tablou despre Yosemite realizat de Bierstadt, un subiect pentru care va deveni bine cunoscut. Prezintă o vedere a unuia dintre cele mai pitorești locuri din America. Pe baza schițelor realizate în timpul unei vizite în 1863, Bierstadt a pictat valea dintr-un punct de vedere chiar de deasupra râului Merced, privind spre vest cu perspectiva încadrată de El Capitan în dreapta și de Sentinel Rock în stânga; vârful Middle Cathedral Rock este vizibil în depărtare.